# Центрально-Європейська операція

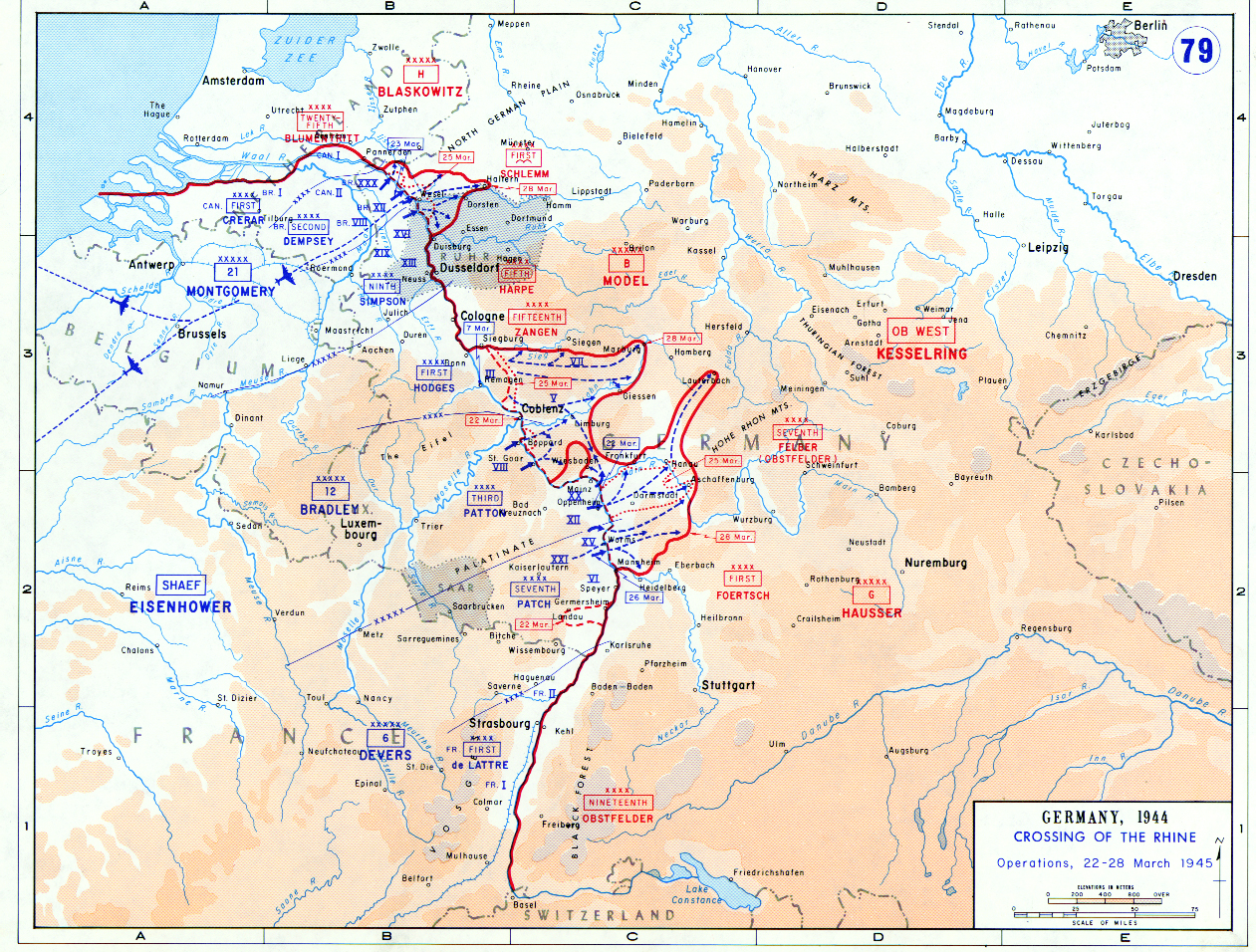
Загальна обстановка з початком форсування Рейну. 22-28 березня 1945

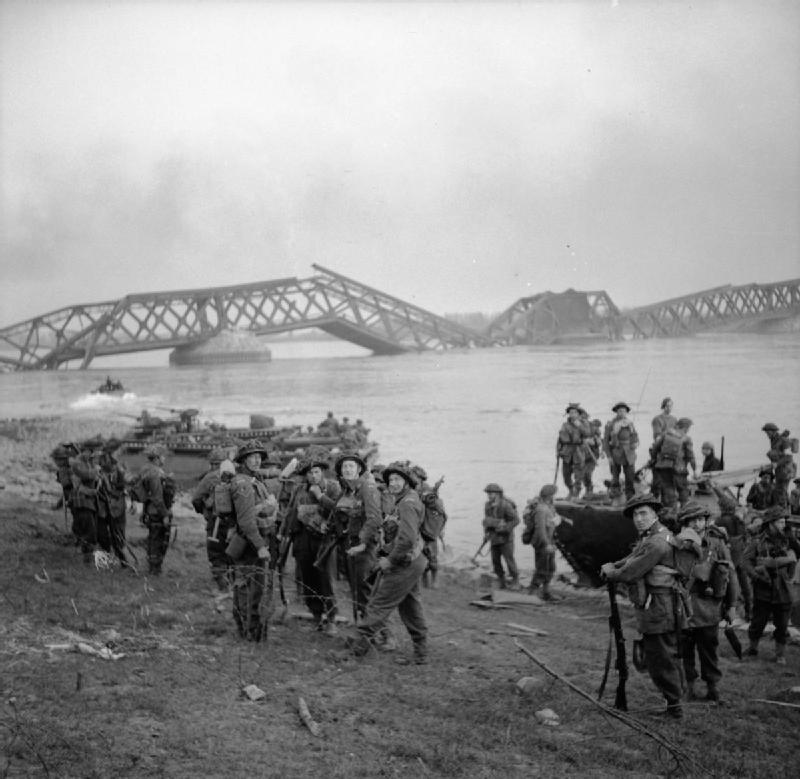
Солдати 1-го Чешірського піхотного полку форсували на «Буффало» Рейн в районі Везель

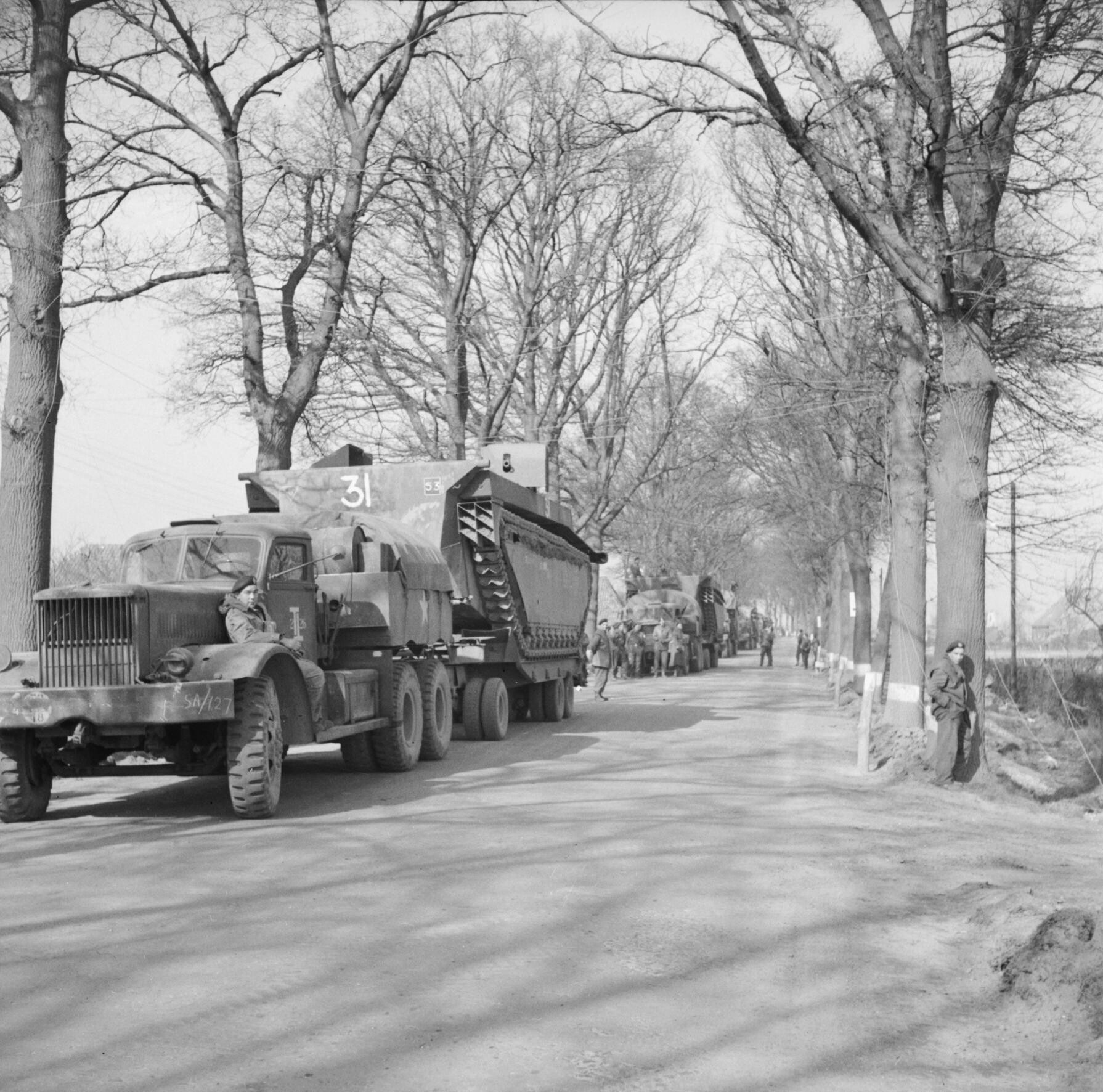
Плаваючі машини Landing Vehicle Tracked «Буффало» 4-го королівського танкового полку в ході перекидання автомобільними тягачами для підготовки форсування річки Рейн

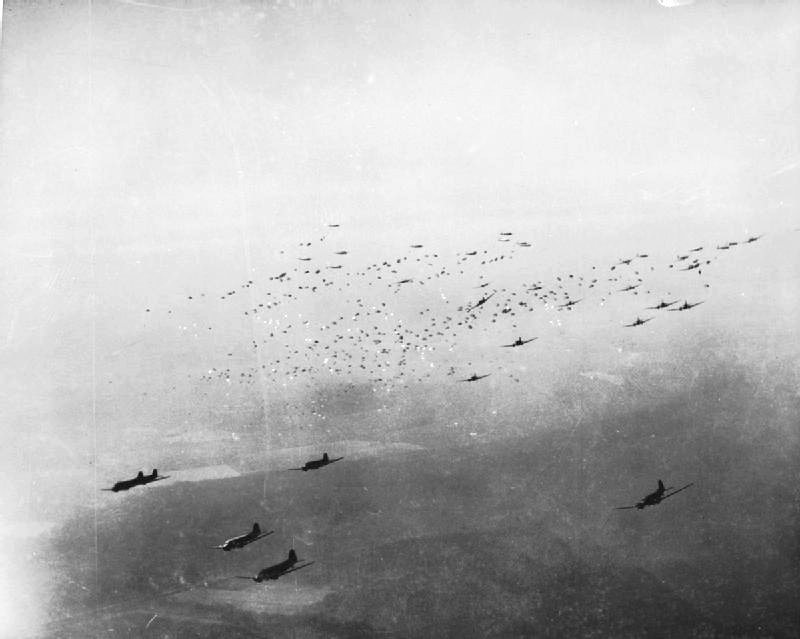
Десантування союзників з транспортних літаків С-47 «Скайтрейн». Рейнська повітряно-десантна операція. 24 березня 1945

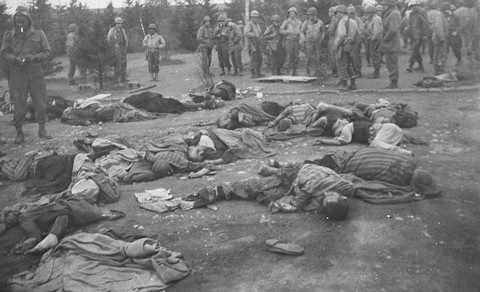
Американські солдати у концентраційному таборі Бухенвальд. Квітень 1945

Центра́льно-Європе́йська опера́ція (англ. Western Allied invasion of Germany) — остання стратегічна наступальна операція західних союзників за часів Другої світової війни, яку провели на території Західної Німеччини.

## Передумови операції
Наступ союзних військ з 8 лютого по 21 березня закінчилося їх виходом до Рейну. На лівому березі цієї річки утворилися два великих угруповання. Південніше Рура на Рейн вийшли 6-та і 12-та групи армій. Вони захопили два плацдарми на правому березі річки, створивши сприятливі умови для обходу Рура з півдня і наступу вглиб Німеччини. На захід і північ Рура перебувала 21-ша група армій.
Обстановка, що склалася до кінця березня на Західному фронті, була виключно сприятливою для союзників. Німецькі війська зазнали важкої поразки в Арденнскій і Маас-Рейнській операціях, мали великі втрати під час відходу з лівого берега Рейну і були дуже ослаблені. Моральний і бойовий дух німецьких солдатів був підірваний.
Американські війська захопили Рурський промисловий район — найважливіший військово-промисловий район Німеччини, від якого залежала здатність Німеччини продовжувати війну. Нестача сил і засобів не дозволяв командуванню вермахту створити достатньо міцну оборону на Західному фронті.

## Хід операції
25 квітня 1945 року недалеко від міста Торгау на Ельбі війська 1-ї армії США зустрілися з військами 1-го Українського фронту. В результаті зустрічі військ союзників залишки збройних сил Німеччини були розколоті на дві частини — північну і південну.
Перша зустріч відбулася, коли американський патруль під командуванням першого лейтенанта Альберта Коцебу перетнув Ельбу. На східному березі вони зустріли радянських солдатів під командуванням підполковника Олександра Гордєєва. Того ж дня ще один американський патруль (під командуванням другого лейтенанта армії США Вільяма Робертсона) зустрівся з радянськими солдатами лейтенанта Олександра Сільвашко на зруйнованому мосту через Ельбу поблизу Торгау.
26 квітня 1945 року командири 69-ї дивізії армії США і 58-ї гвардійської дивізії Червоної Армії зустрілися в Торгау.
З'єднання двох європейських фронтів — Східного і Західного, мало надзвичайно важливе стратегічне, тактичне і політичне значення.
Центрально-Європейська операція була заключною стратегічною військовою операцією військ союзників проти німецької армії в ході війни. Цією операцією закінчилися воєнні дії на Західноєвропейському театрі військових дій Другої світової війни.